# پلیون (اسطوره‌شناسی)
پلیون (به یونانی: Πληιόνη یا Πλειόνη) در اساطیر یونانی یکی از نیمف‌های اوکئانید است که در کوه کایلین واقع در آرکادیا (جنوب یونان) زندگی می‌کرد. او همسر تیتان اطلس بود، که از او صاحب هفت دختر زیبای پلیادس شد که خواهران ناتنی هیاس و هیادس (از آئترا) بودند. پلیون و آئترا هر دو دختران اوکئانوس و تتیس به حساب می‌آمدند، تیتان‌هایی که قبل از پوزئیدون، بر اقیانوس‌ها و دریاها حکومت می‌کردند.
او ممکن است جزوه یکی از اپیملیادها، نیمف‌های گله‌داری و محافظان درخت سیب به شمار رود و وظیفهٔ اداره و تولید مثل حیوانات را بر عهده داشت، که نام او نیز به معنی «افزایش دهنده تعداد» است و از طرفی نوه‌اش هرمس، ایزد چوپانی و دامپروری بود.